# Uloma bidens
Uloma bidens – gatunek chrząszcza z rodziny czarnuchowatych i podrodziny Tenebrioninae.
Gatunek ten opisany został po raz pierwszy w 1914 roku przez Hansa Gebiena na łamach „Sarawak Museum Journal”. Jako lokalizację typową wskazano malezyjski stan Sabah.
Chrząszcz o ciele długości od 6,9 do 7,3 mm, ubarwionym brązowo. Głowa u samca ma na przedzie poprzeczną listwę z dwoma różkami, za nią szerokie wgłębienie, a czasem też guzki lub różki na policzkach. Warga dolna u samca cechuje się pozbawioną szczecinek bródką o wyraźnych wgłębieniach nasadowo-bocznych i słabo zaznaczonym wcisku pośrodkowym oraz języczkiem z kilkoma rozproszonymi szczecinkami. Czułki u obu płci wykształcone są jednakowo. Przedplecze u samca ma na przedzie wyraźne wgłębienie, krawędź tylną nieobrzeżoną, a punktowanie tylko na bokach nieco większe. Na jego powierzchni brak mikropunktowania. Pokrywy mają rzędy z punktami nieco szerszymi niż odcinki rowków między nimi, a międzyrzędy słabo wysklepione. Odnóża przedniej pary u samca mają kąty pośrodkowo-odsiebne goleni pozbawione palcowatej wypustki. Odwłok ma ostatni z widocznych sternitów pozbawiony obrzeżenia. Edeagus charakteryzuje się trójkątnymi paramerami.
Owad orientalny, znany z Borneo i Sumatry, a konkretnie z malezyjskiego stanu Sabah i indonezyjskiej prowincji Sumatra Zachodnia. Na Borneo zamieszkuje m.in. Crocker Range.